# Saison 12 de Bob's Burgers
 (juin 2022).
Chronologie
Saison 11 Saison 13
La douzième saison de la série télévisée d'animation Bob's Burgers est diffusée aux États-Unis entre le 26 septembre 2021 et le 22 mai 2022 sur la Fox.
En France, les épisodes 1 à 9 sont disponibles depuis le 19 janvier 2022 sur la plateforme Disney+, les épisodes 10 à 22 sont eux disponible depuis le 13 juillet 2022 sur la même plateforme.

## Épisodes
| №   | #  | Titre                                                                                                   | Réalisation               | Scénario                                 | Première diffusion  | Code de prod. | Audiences |
| --- | -- | --- | ------------------------- | ---------------------------------------- | ------------------- | ------------- | --------- |
| 217 | 1  | Le Défilé nullissime de la perverse Pixie Manic Pixie Crap Show                                         | Ryan Mattos               | Nora Smith                               | 26 septembre 2021 - | AASA22        | 1.60      |
|     |    | |                           |                                          |                     |               |           |
| 218 | 2  | Piège de cristal Crystal Mess                                                                           | Tom Riggin                | Holly Schlesinger                        | 3 octobre 2021 -    | BASA01        | 1.14      |
|     |    | |                           |                                          |                     |               |           |
| 219 | 3  | La fête de la citrouille The Pumpkinening                                                               | Chris Song                | Kelvin Yu                                | 10 octobre 2021 -   | BASA02        | 1.77      |
|     |    | |                           |                                          |                     |               |           |
| 220 | 4  | Andouille au volant Driving Big Dummy                                                                   | Mathew Long               | Jon Schroeder                            | 17 octobre 2021 -   | AASA04        | 1.17      |
|     |    | |                           |                                          |                     |               |           |
| 221 | 5  | À nouveau enfant Seven-tween Again                                                                      | Simon Chong               | Rich Rinaldi                             | 24 octobre 2021 -   | BASA04        | 1.20      |
|     |    | |                           |                                          |                     |               |           |
| 222 | 6  | Plage, s’il vous plaît Beach, Please                                                                    | Ryan Mattos               | Scott Jacobson                           | 7 novembre 2021 -   | BASA05        | 1.48      |
|     |    | |                           |                                          |                     |               |           |
| 223 | 7  | Nid de grenier Loft in Bedslation                                                                       | Matthew Long              | Jameel Saleem                            | 14 novembre 2021 -  | BASA08        | 1.16      |
|     |    | |                           |                                          |                     |               |           |
| 224 | 8  | Coincée dans la cuisine avec toi Stuck in the Kitchen with You                                          | Tom Riggin                | Dan Fybel                                | 21 novembre 2021 -  | BASA06        | 1.84      |
|     |    | |                           |                                          |                     |               |           |
| 225 | 9  | Le Syndrome FOMO FOMO You Didn't                                                                        | Simon Chong               | Holly Schlesinger                        | 28 novembre 2021 -  | BASA09        | 1.62      |
|     |    | |                           |                                          |                     |               |           |
| 226 | 10 | Le Petit Malchanceux Gene's Christmas Break                                                             | Chris Song                | Katie Crown                              | 19 décembre 2021 -  | BASA07        | 1.60      |
|     |    | |                           |                                          |                     |               |           |
| 227 | 11 | La Touche d'Eva(luation) Touch of Eval(uations)                                                         | Ryan Mattos               | Greg Thompson                            | 9 janvier 2022 -    | BASA10        | 1.42      |
|     |    | |                           |                                          |                     |               |           |
| 228 | 12 | Le Ferry de l'amour rebelle Ferry on My Wayward Bob and Linda                                           | Matthew Long              | Scott Jacobson                           | 27 février 2022 -   | BASA13        | 1.18      |
|     |    | |                           |                                          |                     |               |           |
| 229 | 13 | Mémoire de marin Frigate Me Knot                                                                        | Chris Song                | Rich Rinaldi                             | 6 mars 2022 -       | BASA12        | 1.15      |
|     |    | |                           |                                          |                     |               |           |
| 230 | 14 | Un clip de Gene-ie Video Killed the Gene-io Star                                                        | Tom Riggin                | Jon Schroeder                            | 13 mars 2022 -      | BASA11        | 0.95      |
|     |    | |                           |                                          |                     |               |           |
| 231 | 15 | Méfaits antiques Ancient Misbehavin                                                                     | Simon Chong               | Dan Fybel                                | 20 mars 2022 -      | BASA14        | 1.01      |
|     |    | |                           |                                          |                     |               |           |
| 232 | 16 | Entretien avec un papi-pire Interview with a Pop-pop-pire                                               | Ryan Mattos               | Katie Crown                              | 27 mars 2022 -      | BASA15        | 1.05      |
|     |    | |                           |                                          |                     |               |           |
| 233 | 17 | Araignée du matin, chagrin The Spider House Rules                                                       | Tom Riggin & Ryan Mattos  | Jameel Saleem                            | 10 avril 2022 -     | BASA16        | 0.88      |
|     |    | |                           |                                          |                     |               |           |
| 234 | 18 | La Menace Ginger Clear and Present Ginger                                                               | Chris Song                | Lizzie Molyneux-Logelin & Wendy Molyneux | 24 avril 2022 -     | BASA17        | 0.89      |
|     |    | |                           |                                          |                     |               |           |
| 235 | 19 | Pour faire pousser les garçons A-Sprout a Boy                                                           | Matthew Long              | Holly Schlesinger                        | 1er mai 2022 -      | BASA18        | 1.02      |
|     |    | |                           |                                          |                     |               |           |
| 236 | 20 | Une histoire de sauce Sauce Side Story                                                                  | Simon Chong & Tom Riggin  | Steven Davis                             | 8 mai 2022 -        | BASA21        | 0.92      |
|     |    | |                           |                                          |                     |               |           |
| 237 | 21 | Ado-robot : première partie Some Like It Bot Part 1: Eighth Grade Runner                                | Simon Chong & Ryan Mattos | Loren Bouchard & Nora Smith              | 15 mai 2022 -       | BASA19        | 1.01      |
|     |    | |                           |                                          |                     |               |           |
| 238 | 22 | Certains l'aiment robot, deuxième partie : châtiment automatique Some Like It Bot Part 2: Judge-bot Day | Simon Chong & Ryan Mattos | Loren Bouchard & Nora Smith              | 22 mai 2022 -       | BASA20        | 0.93      |
|     |    | |                           |                                          |                     |               |           |